# Amanita calyptroderma
Amanita calyptroderma là một loài nấm bào tử trắng thuộc chi Amanita trong họ Amanitaceae. Loài này phân bố chủ yếu ở phía tây Hoa Kỳ và phát triển trong mùa thu và mùa đông.

## Thực phẩm
A. calyptroderma có thể ăn được, tuy nhiên, cần cẩn trọng trong việc tìm kiếm vì loài nấm này có đặc điểm bên ngoài giống với các loài nấm độc chết người khác là A. phalloides và A. ocreata.